# Karol Conká
Karoline dos Santos Oliveira (Curitiba, 1 de enero de 1986), más conocida como Karol Conka, es una rapera y compositora brasileña. Considerada una de las principales representantes del Rap femenino de los últimos tiempos en su país, siendo nominada como "Apuesta" en los premios MTV Video Music Brasil. Comenzó su carrera en un concurso escolar, hasta grabar su primera música demo, que hizo disponible a través de su Myspace oficial y más tarde haciendo una colaboración con el rapero brasileño Projota, en la canción "Não Falem!". En 2011 lanza un EP promocional y el sencillo "Boa Noite", canción con sonidos influenciados por la música soul y para la que lanzó su primer videoclip.

## Biografía

### 1987 - 2011: Antes de la fama
Karoline Ferreira Silva Concubina dos Santos de Oliveira, nacida en 1987, en Curitiba, escribía desde pequeña, no teniendo en su familia nadie ligado a la música, aunque su madre escribía poemas. A los 16 años participó en un concurso escolar de rap y ganó el mismo. Tras conocer a MC Cadelis y a Cilho, ambos formaron un cuarteto llamado "Agamenon", lanzando un mixtape con siete canciones, uniéndose después por dos años al grupo "Upground" con otros raperos como Cadelis, Nairóbi, Mike Fort, São Nunca, Guerra Santa e Nel Sentimentum, promocionándose con otros dos mixtapes.

### 2011 - 2020: Fama y notoriedad
En 2011 lanza un EP promocional, que incluye siete canciones y además lanza su primer sencillo (no incluido en este EP) acompañado de un videoclip para la canción "Boa Noite", por el que es nominada a los premios MTV Video Music Brasil. En abril de 2013 publica su primer LP "Batuk Freak", un álbum lleno de influencias musicales brasileñas y del que se extraen los sencillos "Gandaia" y "Corre, Corre, Erê". "Batuk Freak" se convierte en todo un éxito en Brasil y en marzo y abril de 2014 Karol Conka realiza su primera gira europea, de la mano de la compañía inglesa Mr. Bongo.

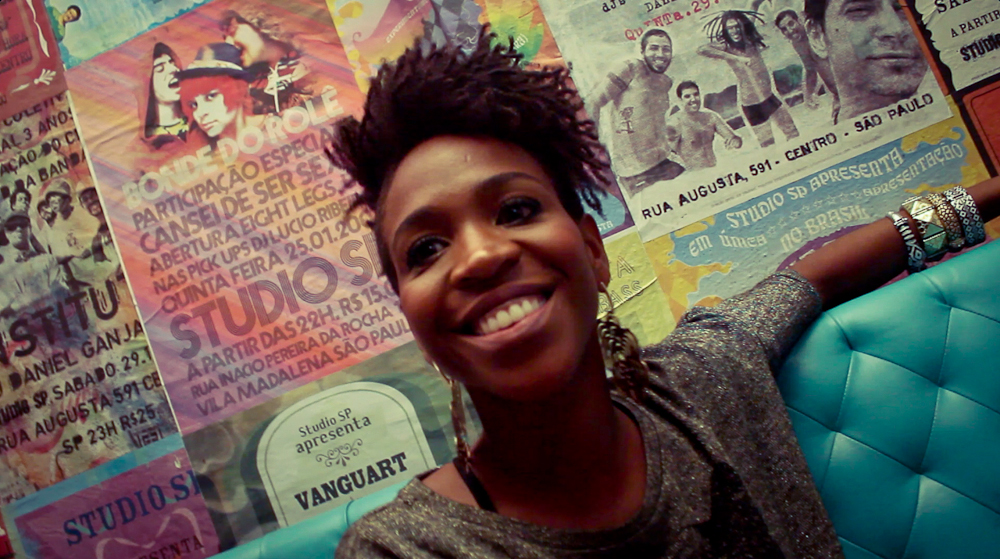
Karol en 2012

### 2021-presente:Big Brother Brasil
Actualmente se encuentra participando en el reality show Big Brother Brasil, en el cual ha causado muchas polémicas tanto dentro de la casa del reality tanto como afuera de ella. El día 1 de febrero abusó psicológicamente de Lucas Koka, participante del BBB causándole heridas psicológicas, que concluyeron en la renuncia de Lucas del programa. También hizo burlas a la Región Nordeste de Brasil , imitando su acento de forma burlona y faltándole el respeto a la gente de ese lugar del país y a los participantes que provienen de allá; Juliette Freire y Gilberto, respectivamente.

## Discografía
Tras poner en su Myspace algunas canciones sueltas, como “Me Garanto”, “Marias” y “Boa Festa”, lanzó su primer sencillo oficial, "Boa Noite", el 12 de junio de 2011, que aparece en su primer long play "Batuk Freak", lanzado en 2013.
EP
- 2011: Promo

LP
- 2013: Batuk Freak
- 2018: Ambulante

Singles
- 2011: Boa Noite
- 2013: Gandaia
- 2013: Corre, Corre, Erê

### Television
| Año  | Título             | Rol          | Notas                   |
| ---- | ------------------ | ------------ | ----------------------- |
| 2021 | Big Brother Brasil | Participante | Temporada 21: 16º lugar |

## Premios y nominaciones
| Año  | Premio           | Categoría    | Compositor  | Resultado |
| ---- | ---------------- | ------------ | ----------- | --------- |
| 2013 | Prêmio Multishow | "Revelación" | Karol Conka | Ganadora  |
| 2011 | MTV VMB          | "Apuesta"    | Karol Conka | Nominada  |